# Jawor (powiat górowski)
Jawor – osada w Polsce, położona w województwie dolnośląskim, w powiecie górowskim, w gminie Wąsosz.
Wchodzi w skład sołectwa Drozdowice Wielkie.
Do 2024 miejscowość była przysiółkiem wsi Drozdowice Wielkie. W latach 1975–1998 przysiółek należał administracyjnie do województwa leszczyńskiego.